# Número de gallardet
El número de gallardet és una identificació alfanumèrica de vaixells de guerra en armades com la Royal Navy, les flotes de la Commonwealth i altres armades d'Europa.
Serveix per a identificar de manera inequívoca cada vaixell de guerra en les comunicacions. Això és útil en el cas de vaixells que tenen el mateix nom o un nom molt semblant (en el cas de flotes compostes per vaixells de més d'un país), o que són de la mateixa sèrie (és a dir, dos o més vaixells fabricats amb els mateixos plànols, cas en què la sèrie és anomenada generalment amb el nom amb què s'ha batejat el primer vaixell de la sèrie, per exemple els submarins de la classe Los Angeles dels Estats Units d'Amèrica).
També és útil per a la historiografia. Així, als Estats Units hi ha hagut com a mínim 8 vaixells anomenats Enterprise; però el que té el número de gallardet CV-6 identifica únicament el portaavions en ús durant la Segona Guerra Mundial.

## Terminologia
En anglès i a nivell internacional se'n diu pennant number (literalment, 'número de banderí' o 'número de gallardet').
Tanmateix, als Estats Units d'Amèrica i al Canadà se'n diu hull number (literalment, 'número de casc'). És una denominació semblant a la del francès, numéro de coque. La raó de la diferència en el nom anglès és que els nord-americans empren un sistema d'identificació específic per a totes les embarcacions governamentals, tant d'ús civil com d'ús militar, més complex a comparació del que és habitual a Europa. Però, a efectes de les naus de guerra (i cossos anàlegs, com els guardacostes), tots dos conceptes poden considerar-se equivalents.
Pel que fa als altres idiomes, en italià se'n diu distintivo ottico; en castellà, número de gallardete o identificativo (informalment, també numeral); en portuguès, número de amura o indicativo visual (en portuguès, com en català, castellà o italià, l'amura és la part de la quilla propera a la proa, quan la quilla s'estreny per a convertir-se en la proa; tot sovint, el número de gallardet es col·loca a l'amura, d'aquí ve la denominació en portuguès); en rus, бортовой номер (bortovoi nomer, literalment 'número de bord'); i, en alemany, Schiffskennung (literalment, 'identificador de vaixell'). En anglès també existeix la variant (més local) pendant number.

## Ubicació

### Ús general
El número de gallardet s'inscriu sobre el buc. Sol anar als laterals, sovint a l'amura (la part de la quilla propera a la proa), i també pot aparèixer a la popa.
Com que els vaixells de guerra solen ser de color gris o blau cel, generalment el número de gallardet es pinta sobre el buc de blanc (així ho fan les marines belga, holandesa, russa, sueca, espanyola, argentina, estatunidenca i alemanya, entre d'altres), encara que també es pot pintar de negre (és el cas de les marines britànica, canadenca, francesa, portuguesa i noruega, entre d'altres); ocasionalment pot anar amb altres colors (la marina italiana pinta el número de gallardet de vermell).

### Ús en portaaeronaus
Els vaixells portaaeronaus (com els portaavions, els portahelicòpters i els vaixells d'assalt amfibi proveïts d'aeronaus) també poden dur el número de gallardet pintat sobre la coberta d'envol i aterratge (en anglès, deck code), a fi que els avions i els helicòpters el distingeixin des de l'aire. En la marina nord-americana és una pràctica generalitzada.
(En el cas de la marina britànica i dels Països Baixos, però, pot ser que hom hi pinti un codi alfabètic, síntesi del nom del vaixell. Així, els vaixells d'assalt amfibi britànics Argus i Bulwark (ambdós del segle xxi) tenen escrit AS i BK sobre la coberta d'envol i aterratge; i el vaixell d'assalt amfibi neerlandès Rotterdam (L-800) (també del segle XXI) té escrit RD sobre la coberta d'envol i aterratge.)

## Estructura
El número de gallardet té dues parts:
- La primera part, dita bandera superior o bandera alta, sol estar formada per una lletra (o més d'una). Indica el tipus de vaixell.
- La segona part, dita bandera inferior o bandera baixa, està formada per xifres. Identifica cada vaixell dins la seva tipologia.

Originalment, entre ambdues banderes solia posar-se un guionet (-) o un punt (.). Tanmateix, avui dia no s'hi sol posar cap signe de puntuació.
(La bandera superior no s'ha de confondre amb el prefix, que és un una sigla que s'anteposa al nom d'un vaixell militar per a indicar, a nivell internacional, a quina marina pertany (HMS per a l'armada de la Gran Bretanya, RFA per a la flota auxiliar civil de l'Armada britànica (Royal Fleet Auxiliary), ARM per a l'armada de Mèxic, ARA per a l'armada de l'Argentina, PNA per a la Prefectura Naval Argentina (encarregada de les tasques de guardacostes), ARC per a l'armada de Colòmbia, USS i USNS per a l'armada dels Estats Units, USCGC per a la Guàrdia Costanera dels Estats Units, HMS per a l'armada de Suècia (tot i que els britànics, per tal de no confondre-ho amb el seu prefix, hi posen HSwMS), JS per a l'armada del Japó, TCG per a l'armada de Turquia, HMCS per a l'armada del Canadà, etcètera).)

### Bandera superior
Dins l'OTAN i la Commonwealth, se sol emprar un únic sistema de bandera superior (excepte els Estats Units i el Canadà, que fan servir un sistema propi que afecta tant les naus civils com les militars que són propietat del govern).
Atès que la bandera superior designa classes de vaixells, sol emprar-se la lletra inicial de cada tipus de vaixell. Així,
- A designa qualsevol tipus de vaixell auxiliar.
- B designa un cuirassat, a partir de la seva denominació en anglès, battleship (literalment, 'vaixell de batalla'); però avui dia és un tipus de vaixell que no s'usa.
- C designa un creuer.
- D designa un destructor.
- F designa una fragata o una corbeta (un vaixell més petit que una fragata, però de funcions similars).
- H i K designen tipus de vaixells amb funcions específiques que no són ben bé militars, com un vaixell hidrogràfic o un vaixell de rescat (històricament, la lletra K també pot trobar-se assignada a alguna corbeta).
- L designa els diversos tipus de vaixell de desembarcament (pel terme anglès landing 'fet de tocar terra').
- M designa un minador.
- N designa un dragamines.
- P designa un patruller.
- R designa un portaavions (si bé als Estats Units duen les lletres CV, a voltes seguides d'una tercera lletra, com CVL per als portaavions lleugers).
- S designa un submarí.
- Y designa una nau escola i altres tipus de naus auxiliars (a partir del terme anglès yard vessel).

A banda, hi ha altres lletres en ús. Així, la marina del Brasil empra V per a les corbetes; i la marina britànica usava I per als monitors i U per als sloops de les dues guerres mundials del segle XX (avui, aquests tipus de vaixells estan en desús).
Als Estats Units, en el sistema hull number, la bandera superior ha de tenir com a mínim dues lletres; per exemple, els catamarans i vaixells SWATH solen tenir la bandera superior JV (de joint vessel, 'vaixell ajuntat'). Si la bandera superior hagués d'estar formada solament per una lletra, aquesta es duplica. Així, els cuirassats estatunidencs tenien la bandera superior BB, a partir del terme battleship, i els submarins tenen la bandera superior SS, a partir del terme submarine. I els destructors sense cap funció específica tenen la bandera superior DD, mentre que si tenen una funció la segona lletra canvia (per exemple, DE per a destructors d'escorta).
Cal dir, però, que als Estats Units d'Amèrica la bandera superior no es pinta sobre el casc del vaixell (només hi va la bandera inferior), si bé en alguns vaixells de desembarcament de mitjan segle XX sí que hi posaven, en mida més petita, la bandera superior (concretament, BP). En tot cas, la bandera superior dels vaixells nord-americans s'usa igualment per als registres i arxius.
Aquest sistema de números de gallardet és homogeni a l'OTAN. Per això, durant la segona meitat del segle xx, cada país de l'OTAN va anar arraconant el seu propi sistema. Com a mostra, en el període d'entreguerres i durant la Segona Guerra Mundial, els britànics solien emprar com a bandera superior dels destructors la lletra H (per exemple, H-22, corresponent al destructor Diamond), mentre que la marina nazi emprava una Z (a partir del terme Zerstörer 'destructor', per exemple el Z-23). Avui dia tots dos països (dins l'OTAN) empren la lletra D com a bandera superior dels seus destructors. Un cas anàleg seria el dels submarins francesos, que fins passada la Segona Guerra Mundial rebien la bandera superior Q (per exemple, el Q-187), mentre que actualment reben la bandera superior S. Semblantment, els submarins de l'època nazi tenien la bandera superior U (amb referència al terme U-boat, 'submarí' en alemany, per exemple U-110). Avui dia, els submarins alemanys tenen la numeració amb S (com a vaixell de l'OTAN) però també tenen una numeració amb U (per exemple, el submarí S-181 també es coneix com a U-31; aquest darrer codi també fa les funcions de nom). Alguns patrullers alemanys del tombant del mil·lenni també tenien dues numeracions, amb P per a l'OTAN i amb S per a ús intern alemany (a partir del terme Schnellboat).

### Bandera inferior
Quant a la bandera inferior, sol estar composta per entre una i quatre xifres (exemples de quatre xifres els tenim en el vaixell d'assalt francès Orage (segona meitat del segle XX), amb número de gallardet L-9022, i el destructor nord-americà Zumwalt (segle xxi), amb número de gallardet DDG-1000).
Els diversos països que empren un sistema unificat s'han repartit la numeració de la bandera inferior. Així,
- Alemanya: 26xx, D-1xx, F-2xx, M-1xx
- Bèlgica: 9xx, M-4xx
- Dinamarca: N-0xx, M-5xx, P-5xx, F-3xx, S-3xx, Y-3xx
- França: R-09x, C-6xx, D-6xx, S-6xx, M-6xx, M-7xx, P-6xx, P-6xx, A-6xx, A-7xx, L-9xxx
- Grècia: D-0x, D-2xx, P-0x, P-2xx, A-4xx, F-4xx, L-1xx, S-1xx, M-1xx
- Itàlia: 5xx, D-5xx, F-5xx, 5xxx, A-5xxx, P-4xx, L-9xxx
- Noruega: F-3xx, S-3xx, M-3xx, P-9xx, L-45xx
- Països Baixos: 8xx, Y-8xxx
- Portugal: F-33x, F-4xx, M-4xx, S-1xx, A-5xx, A-5xxx, P-11xx
- Regne Unit: R-0x, D-0x, D-1xx, F-0x, F-1xx, F-2xx, S-0x, S-1xx, M-0x, M-1xx, M-1xxx, M-2xxx, P-1xx, P-2xx, P-3xx; L-0x, L- 1xx, L-3xxx, L-4xxx
- Turquia: D-3xx, S-3xx, F-2xx, N-1xx, A-5xx, M-5xx, P-1xx, P-3xx, L-4xx, Y-1xxx

La numeració de la bandera inferior no cal que segueixi un ordre segons els vaixells que hi ha hagut històricament. Així, a l'armada britànica hi havia el portaavions Hermes (1953-1984), que tenia com a número de gallardet R-12; i, posteriorment, el portaavions Invincible (1977-2005), numerat com a R-05. Semblantment, a la segona meitat del segle XX l'armada espanyola ha tingut dos portaavions: el Dédalo (1967-1989) era numerat com a R-1; i el Príncipe de Asturias (1982-2013) era numerat com a R-11. També a l'armada espanyola hi ha els submarins S-71, S-72, S-73 i S-74, tots de la mateixa sèrie; el següent submarí ha de rebre la numeració S-80 (i els següents S-81, i així successivament), perquè és d'una altra sèrie, fabricat amb un altre disseny. Un darrer exemple serien diverses fragates de l'armada espanyola numerades com a F-101 (Álvaro de Bazán), F-102 (Almirante Juan de Borbón), F-103 (Blas de Lezo), F-104 (Méndez Núñez) i F-105 (Cristóbal Colón), sense que hi hagi hagut una fragata F-99 abans.
En el sistema nord-americà del hull number, la numeració sí que segueix l'ordre d'aparició dels vaixells. Amb tot, algun cop se l'han saltada. Per exemple, la US Navy va construir l'últim submarí nuclear de la classe Los Angeles com a SSN-773. Tot seguit es van construir els tres submarins de la classe Seawolf, la numeració dels quals era SSN-21, SSN-22 i SSN-23. A continuació, l'armada nord-americana va reprendre la seqüència original amb el submarí Virginia, numerat com a SSN-774.
D'altra banda, se sol evitar el número 13 per la possible malastrugança que pot portar.
A més a més, el número de gallardet d'un vaixell de guerra pot canviar-se, ja sigui dins una mateixa armada (quan a un vaixell se li donen noves funcions), ja sigui quan el vaixell passa a una altra armada (cas en què també se li sol canviar de nom). Així, el portaavions britànic Hermes va ser numerat com a R-22 quan va passar a l'Índia; i el portaavions Dédalo espanyol tenia com a numeració CVL-28 quan pertanyia als Estats Units (aleshores anomenat Cabot). Inclús històricament si es canviava la bandera superior d'un tipus de vaixell, a cada vaixell d'aquella classe se li canviava la bandera superior (la lletra) però no pas la inferior (el número). Així, per exemple, el 1940, l'armada britànica va canviar la lletra I per la D; però llavors el vaixell D-18 es va convertir en I-18, i el vaixell I-18 es va convertir en D-18.
Fins i tot quan un vaixell era enfonsat, el seu número de gallardet podia reassignar-se a un altre vaixell nou (aquesta pràctica, però, no es dona en el sistema hull number dels Estats Units d'Amèrica).

## Història
Els inicis de l'ús del número de gallardet es troben cap al 1910, quan la marina britànica va numerar els vaixells bèl·lics. La numeració es feia segons l'estació naval a la qual estava assignat cada vaixell, incloent-hi els de reserva (C per Chatham, D per Devonport, N per Nore i P per Portsmouth).
Als anys 20 i 30 i principis dels 40 del segle xx, en les armades d'Itàlia i Espanya hom pintava sobre el casc una o (generalment) dues lletres ben grans, referents al nom del vaixell. Així, a Itàlia els bucs Ariete (torpedinera), Ardito (torpedinera), Audace (destructor), Cassiopea (torpedinera), Pegaso (torpedinera), Granatiere (destructor), Manin (destructor), Ardimentoso (torpedinera d'escorta), Angelo Bassini (torpedinera d'escorta), Lira (torpedinera) i Cesare Battisti (destructor) duien pintades als laterals les lletres AE, AR, AU, CS, PG, GN, MA, AT, BS, LR i BT, respectivament. I a Espanya, els bucs Císcar, Sánchez Barcáiztegui, Velasco, Alcalá Galiano, Jorge Juan, Ulloa, Almirante Valdés, Lepanto i José Luis Díez (tots ells destructors) duien pintades als laterals les lletres CR, SB, V, AG, JJ, UA, AV, LT i DZ, respectivament. Algun vaixell alemany de la mateixa època també va emprar aquest sistema (per exemple, les torpedineres Albatros, Falke i Jaguar, amb les lletres AT, FK i JR). Amb tot, no era una classificació, sinó una eina per a fer més distingible a simple vista de quin vaixell es tractava. Però és llavors quan comença a usar-se el casc del vaixell per a posar-hi codis de mida gran. (Aquest ús ha romàs en els portaaeronaus britànics i neerlandesos, que el posen sobre la coberta d'envol i aterratge.)
L'ús del número de gallardet en la seva configuració actual va generalitzar-se durant la Segona Guerra Mundial entre els aliats, i la Kriegsmarine alemanya també va introduir aquest sistema en els seus vaixells: destructors (amb bandera superior Z), torpedineres (T), vaixells d'escorta (F), submarins (U) i creuers pesants (CA, com l'Admiral Graf Spee), tot i que en els grans cuirassats (com el Bismarck o el Tirpitz) no solien posar-n'hi.
Val a dir que, al voltant de la Segona Guerra Mundial, alguns vaixells nord-americans van ser transferits al Regne Unit. Quan es va fer això, se'n va canviar el número de gallardet tan sols intercanviant la posició de les banderes superior i inferior. Així, el vaixell nord-americà numerat com a L-24 (segons el sistema hull number) va esdevenir 24L en ser transferit al Regne Unit.
Després de la Segona Guerra Mundial, el 1948 la marina britànica va adoptar un sistema de número de gallardet totalment racionalitzat (l'actual), on la bandera superior indica el tipus bàsic de la nau.
A partir de llavors, el número de gallardet seria incorporat a les altres armades (per exemple, el 1960 l'armada espanyola va rebre un destructor prestat pels Estats Units; en aquell moment va ser anomenat Jorge Juan, com el destructor dels anys 20 i 30; però el seu número de gallardet ja no va ser JJ sinó primer 45 i després D-25).
Val a dir que, a partir de la dècada dels 70 del segle xx, la marina britànica va deixar de pintar el número de gallardet sobre el casc dels submarins, ja que, amb l'ús de l'energia nuclear per a propulsar aquesta classe de vaixells, podien passar molt de temps submergits i no els calia sortir a la superfície.